# Wereldkampioenschappen boksen 1991
De wereldkampioenschappen boksen 1991 vonden plaats van 15 tot en met 23 november 1991 in Sydney, Australië. Het onder auspiciën van  AIBA georganiseerde toernooi was de zesde editie van de Wereldkampioenschappen boksen voor mannen.

## Medailles
| Gewichtsklasse                | Goud                  | Zilver             | Brons                            |
| ----------------------------- | --------------------- | ------------------ | -------------------------------- |
| Lichtvlieggewicht (– 48 kg)   | Eric Griffin          | Rogelio Marcelo    | Nelson Dieppa Daniel Petrov      |
| Vlieggewicht (– 51 kg)        | István Kovács         | Choi Chol-Su       | Hassan Mustafa Yuliyan Strogov   |
| Bantamgewicht (– 54 kg)       | Serafim Todorov       | Enrique Carrión    | Vladislav Antonov Li Gwang-Sik   |
| Vedergewicht (– 57 kg)        | Kirkor Kirkorov       | Park Duk-Kyu       | Hocine Soltani Arnaldo Mesa      |
| Lichtgewicht (– 60 kg)        | Marco Rudolph         | Artur Grigoryan    | Justin Rowsell Vasile Nistor     |
| Halfweltergewicht (– 63,5 kg) | Konstantin Tszyu      | Vernon Forrest     | Moses James Candelario Duvergel  |
| Weltergewicht (– 67 kg)       | Juan Hernández Sierra | ndreas Otto        | Francisc Vastag Stefan Scriggins |
| Halfmiddengewicht (– 71 kg)   | Juan Carlos Lemus     | Israel Akopkokhyan | Torsten Schmitz Ole Klemetsen    |
| Middengewicht (– 75 kg)       | Tommaso Russo         | Aleksandr Lebziak  | Chris Johnson Ramón Garbey       |
| Halfzwaargewicht (– 81 kg)    | Torsten May           | Andrey Kurnyavka   | Mehmet Gurgen Dale Brown         |
| Zwaargewicht (– 91 kg)        | Félix Savón           | Arnold Vanderlyde  | David Tua Chae Sung-Bae          |
| Superzwaargewicht (+ 91 kg)   | Roberto Balado        | Svilen Rusinov     | Yevgeny Belousov Larry Donald    |

## Medaillespiegel
| Plaats | Land             | Goud | Zilver | Brons | Totaal |
| 1      | Cuba             | 4    | 2      | 3     | 9      |
| 2      | Bulgarije        | 2    | 1      | 2     | 5      |
| 3      | Duitsland        | 2    | 1      | 1     | 4      |
| 4      | Sovjet-Unie      | 1    | 4      | 2     | 7      |
| 5      | Verenigde Staten | 1    | 1      | 1     | 3      |
| 6      | Hongarije        | 1    | 0      | 0     | 1      |
| 6      | Italië           | 1    | 0      | 0     | 1      |
| 8      | Noord-Korea      | 0    | 1      | 1     | 2      |
| 8      | Zuid-Korea       | 0    | 1      | 1     | 2      |
| 10     | Nederland        | 0    | 1      | 0     | 1      |
| 11     | Australië        | 0    | 0      | 2     | 2      |
| 11     | Canada           | 0    | 0      | 2     | 2      |
| 11     | Roemenië         | 0    | 0      | 2     | 2      |
| 13     | Algerije         | 0    | 0      | 1     | 1      |
| 13     | Egypte           | 0    | 0      | 1     | 1      |
| 13     | Nigeria          | 0    | 0      | 1     | 1      |
| 13     | Noorwegen        | 0    | 0      | 1     | 1      |
| 13     | Nieuw-Zeeland    | 0    | 0      | 1     | 1      |
| 13     | Puerto Rico      | 0    | 0      | 1     | 1      |
| 13     | Turkije          | 0    | 0      | 1     | 1      |
| Totaal | Totaal           | 12   | 12     | 24    | 48     |